# واترتاون (مینه‌سوتا)
واترتاون، مینه‌سوتا (به انگلیسی: Watertown, Minnesota) یک شهر در ایالات متحده آمریکا است که در شهرستان کارور، مینه‌سوتا واقع شده‌است.

## خصوصیات
واترتاون ۶٫۸۴ کیلومترمربع مساحت و ۴٬۲۰۵ نفر جمعیت دارد و ۲۸۵ متر بالاتر از سطح دریا واقع شده‌است.